# Guatteria friesiana
Guatteria friesiana är en kirimojaväxtart som först beskrevs av William Antônio Rodrigues, och fick sitt nu gällande namn av Erkens och Paulus Johannes Maria Maas. Guatteria friesiana ingår i släktet Guatteria och familjen kirimojaväxter. Inga underarter finns listade i Catalogue of Life.